# Пластический хирург (песня)
«Пластический хирург» — пятый сингл группы «Пающие трусы» с их дебютного альбома «Попса». Записан в 2009 году.

## О песне
Песня написана Андреем Кузьменко в 2008 году для группы «Скрябін», однако оригинальный текст не сохранился, да и вообще существование мужской версии этой песни не подтверждено и является слухом. Уже в 2009 текст куплетов был полностью переписан, песню отдали группе «Пающие трусы». 5 марта 2009 вышел альбом группы «Попса», на котором была песня «Пластический хирург», а также сразу же был издан радиосингл, который, впрочем, не звучал почти ни на одной радиостанции, хотя там была записана именно цензурная версия песни.
Широкую известность песня получила после её исполнения в третий конкурсный день на конкурсе «Новая волна 2010», жюри отметили хорошее исполнение 7 местом в турнирной таблице, однако по итогам конкурса, группа заняла лишь 16 место.
В конце 2009 группа в радиоэфире «На Всі 100!» представила украиноязычную версию «Пластичний хірург», а 15 декабря 2010 года на YouTube и на сайте группы появляется англоязычная версия «Plastic Surgeon» вместе с клипом. Обе версии вошли во второй альбом группы «Интимнепредлагать»
Песня является стёбом над людьми, которые не могут принять свою внешность такой, какая она есть, или не хотят менять внешность естественным путём (диеты, физические нагрузки), а прибегают к пластической хирургии.

## Видеоклип
Видеоклип снят в начале 2009 режиссёром Вадимом Ермоленко, процесс съёмок происходил в свободном от учеников актовом зале одной из киевских школ. Клип снимался на фоне хромакея, что позволило наложить при монтаже различные фоны. В частности, вначале это было слайд-шоу из портретов женщин, таких как «Обнаженная молодая женщина» Джованни Беллини и «Темноволосая одалиска» Франсуа Буше. Спустя какое-то время появляется Ольга Лизгунова и начинает петь, а сзади неё «проплывает» «Мона Лиза» Леонардо да Винчи, которая не является частью предыдущего слайд-шоу. На припеве выходят остальные солистки группы, одетые в развратные костюмы медсестёр, и Владимир Бебешко в образе пластического хирурга.
Клип был представлен 4 мая 2009 года в эфире телеканала М1. В правом нижнем углу транслировалась реакция людей на этот клип.
По состоянию на 24 апреля 2021 года официальные видеоклипы на YouTube-каналах лейбла «Moon Records» (цензурная версия) и Владимира Бебешко (нецензурная версия) просмотрели 3 021 333 и 7 602 470 человек соответственно, что является довольно небольшой цифрой, однако, ещё в 2012 отметка просмотров превысила 1 миллион зрителей на цензурной и 4 миллиона зрителей на нецензурной версиях клипа, что для того времени являлось очень неплохим показателем.

## Участники записи
- Ольга Лизгунова — основной вокал, некоторые партии бэк-вокала.
- Анастасия Бауэр — бэк-вокал
- Виктория Ковальчук — бэк-вокал
- Римма Раймонд — бэк-вокал (англоязычная версия)
- Алёна Слюсаренко и Ирина Рыжова в записи песни участия не принимали.

## Критика
Песня названа «умелой стилизацией под „ВИА Гру“» в рецензии портала KM.RU. В эфире программы «Про життя» на телеканале «Інтер», посвящённому группе «Пающие трусы», приглашённая певица Анастасия Приходько закрыла руками уши во время песни «Пластический хирург», а на припеве песни Анастасия покинула студию.